# Numba
Numba es un compilador JIT de código abierto que traduce un subconjunto de Python y NumPy en código de máquina usando LLVM, a través del paquete llvmlite de Python. Ofrece una gama de opciones para paralelizar código Python para CPU y GPU, a menudo con solo cambios menores en el código.
Numba fue iniciado por Travis Oliphant en 2012 y desde entonces ha estado en desarrollo activo en GitHub con lanzamientos frecuentes. El proyecto está impulsado por desarrolladores de Anaconda, Inc., con el apoyo de DARPA, la Fundación Gordon y Betty Moore, Intel, Nvidia y AMD, y una comunidad de colaboradores en GitHub.

## Ejemplo
Numba se puede usar simplemente aplicando el decorador numba.jit a una función de Python que hace cálculos numéricos: 
```
import
 
numba

import
 
random

@numba
.
jit

def
 
monte_carlo_pi
(
nsamples
:
 
int
):

    
acc
 
=
 
0

    
for
 
i
 
in
 
range
(
nsamples
):

        
x
 
=
 
random
.
random
()

        
y
 
=
 
random
.
random
()

        
if
 
(
x
**
2
 
+
 
y
**
2
)
 
<
 
1.0
:

            
acc
 
+=
 
1

    
return
 
4.0
 
*
 
acc
 
/
 
nsamples

```

 La compilación en tiempo de ejecución ocurre de forma transparente cuando se llama a la función: 
```
>>> 
monte_carlo_pi
(
1000000
)

3.14

```

 El sitio web de Numba en contiene más ejemplos, así como información sobre cómo obtener un buen rendimiento de Numba. 

## Soporte de GPU
Numba puede compilar funciones de Python en código de GPU. Actualmente hay dos backends disponibles: NVIDIA CUDA y AMD ROCm HSA.

## Aproximaciones alternativas
Numba es un enfoque para hacer que Python sea rápido, compilando funciones específicas que contienen código Python y NumPy. Existen muchos enfoques alternativos para cálculo numérico rápido con Python, como Cython, TensorFlow, PyTorch, Chainer, Pythran y PyPy . 